# Colinas de Tonalá
Colinas de Tonalá es una localidad del estado mexicano de Jalisco. Es parte del municipio de Tonalá. Fue fundada el 15 de julio de 2019.

## Demografía
| Censo | Población |
| ----- | --------- |
| 2020  | 8 405     |